# جامعة بريغام يونغ
جامعة بريغام يونغ (بالإنجليزية: Brigham Young University)‏ هي جامعة في الولايات المتحدة في مدينة بروفو بولاية يوتا. تملكها كنيسة يسوع المسيح لقديسي الأيام الأخيرة (الكنيسة المرمونية) وهي أكبر جامعة دينية في الولايات المتحدة. انشأت سنة 1875 على يد على الزعيم المورمني بريغام يونغ. وهي أقدم مؤسسة في النظام التعليمي للكنيسة المورمونية. حوالي %98 من الطلاب هم مورمونيين. يتعهد كل طلاب الجامعة ومعلميها بالتقيد بميثاق الشرف الذي ينص على الاستقامة، عدم شرب الكحول والشاي والقهوة، عدم التدخين، الامتناع عن العلاقات الجنسية خارج العلاقة الزوجية، وعدم تعاطي المخدرات من بين أشياء أخرى.
يوافق الطلاب الذين يحضرون الجامعة على اتباع مدونة الشرف التي تلزم السلوك بما يتماشى مع تعاليم الكنيسة، مثل الصدق الأكاديمي، والالتزام بمعايير اللباس والاستمالة، والامتناع عن ممارسة الجنس خارج نطاق الزواج والسلوك المثلي، وعدم استهلاك العقاقير غير المشروعة والقهوة والشاي والكحول، أو التبغ. ما يقرب من 99 في المئة من الطلاب هم أعضاء في الكنيسة. يتضمن منهج الجامعة التعليم الديني، مع الدورات المطلوبة في الكتاب المقدس (نسخة الملك جيمس)، والكتاب المقدس، والعقيدة، والتاريخ، وترعى الجامعة التجمعات التعبدية الأسبوعية مع معظم المتحدثين الذين يتناولون الموضوعات الدينية. ستة وستون بالمائة من الطلاب إما يؤخرون التسجيل أو يتوقفون عن دراستهم ليكونوا مبشرين في الكنيسة. التعليم في جامعة بريغهام يونغ أقل تكلفة من الجامعات الخاصة المماثلة، نظرًا لأن «جزءًا كبيرًا» من تكلفة تشغيل الجامعة يتم دعمه من أموال العشور في الكنيسة.
تتنافس الفرق الرياضية في الجامعة في القسم الأول من الرابطة الوطنية لرياضة الجامعات وتُعرف مجتمعة باسم Cougars. فازت الفرق الرياضية في الجامعة بما مجموعه تسع بطولات الرابطة الوطنية لرياضة الجامعات وتم تسميتها بطولات وطنية في كرة القدم من خلال منشورات متعددة في عام 1984.

## التاريخ

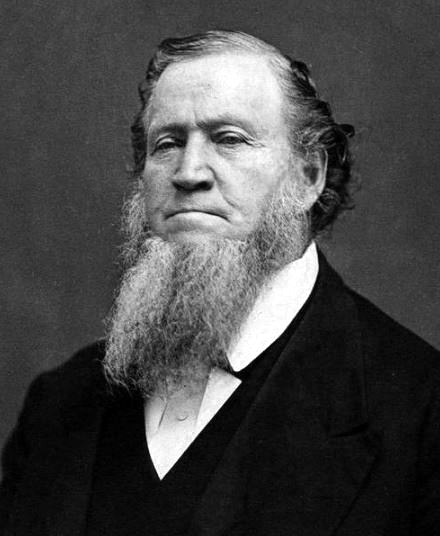
بريغهام يونغ، المدرسة مسماة.

### الأيام الأولى
يمكن إرجاع أصل جامعة بريغهام يونغ إلى عام 1862، عندما بدأ وارن دوسنبيري مدرسة بروفو في كلاف هول، وهو مبنى بارز من الطوب اللبن في الركن الشمالي الشرقي من 200 شرق و 200 شمال. بعد بعض الصعوبات المالية، تم إعادة إنشاء المدرسة في مبنيي كينزي ولويس في شارع سنتر في بروفو، وبعد اكتساب بعض الاعتراف بجودتها، تم تبنيها لتصبح فرع تيمبانوجوس التابع لجامعة يوتا. عندما أجبرت الصعوبات المالية على إغلاق آخر، في 16 أكتوبر 1875، قام بريغهام يونغ، رئيس كنيسة يسوع المسيح لقديسي الأيام الأخيرة، بتسليم الملكية إلى الأمناء لإنشاء أكاديمية بريغهام يونغ بعد أن ألمح في وقت سابق إلى أنه سيتم بناء مدرسة في درابر، يوتا، في عام 1867. ومن ثم، فإن 16 أكتوبر 1875 هو تاريخ تأسيس الجامعة. كان بريغهام يونغ يتصور منذ عدة سنوات مفهوم جامعة الكنيسة. قال يونغ عن رؤيته: «آمل أن أرى أكاديمية أنشئت في بروفو... حيث يمكن لأطفال قديسي الأيام الأخيرة أن يتلقوا تعليمًا جيدًا غير ممزوج بالتأثيرات الإلحادية الخبيثة الموجودة في العديد من المدارس العليا من البلاد.»

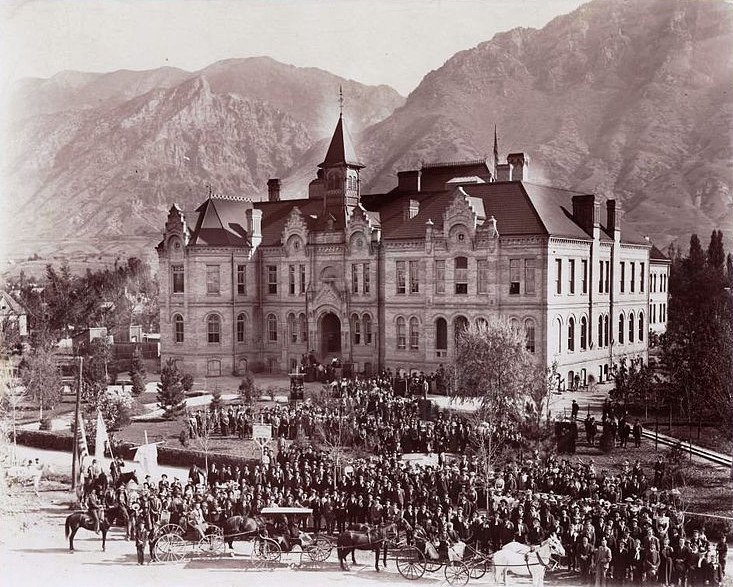
مبنى أكاديمية بريغهام يونغ حوالي عام 1900

بدأت الدروس في أكاديمية بريغهام يونغ في 3 يناير 1876. خدم وارن دوسنبيري كمدير مؤقت لعدة أشهر حتى أبريل 1876، عندما وصل اختيار بريغهام يونج للمدير - مهاجر ألماني اسمه كارل مايسر. تحت إشراف مايسر، قامت المدرسة بتعليم العديد من الشخصيات البارزة، بما في ذلك قاضي المحكمة العليا الأمريكية المستقبلي جورج ساذرلاند والسيناتور الأمريكي المستقبلي ريد سموت. ومع ذلك، لم تصبح المدرسة جامعة حتى نهاية ولاية بنجامين كلاف على رأس المؤسسة. في ذلك الوقت، كانت المدرسة أيضًا لا تزال مدعومة بشكل خاص من قبل أعضاء المجتمع ولم يتم استيعابها ورعايتها رسميًا من قبل الكنيسة حتى 18 يوليو 1896. أدت سلسلة من القرارات الإدارية الغريبة من قبل Cluff إلى خفض رتبته؛ ومع ذلك، في آخر عمل رسمي له، اقترح على مجلس الإدارة تسمية الأكاديمية «جامعة بريغهام يونغ». تلقى الاقتراح قدرًا كبيرًا من المعارضة، حيث قال العديد من أعضاء مجلس الإدارة إن المدرسة لم تكن كبيرة بما يكفي لتكون جامعة، لكن القرار صدر في النهاية. قال أحد معارضي القرار، أنتون إتش لوند، في وقت لاحق، «آمل أن يكبر رأسهم بما يكفي لقبعتهم».
في عام 1903، تم حل أكاديمية بريغهام يونغ واستبدالها بمؤسستين، مدرسة بريغهام يونغ الثانوية وجامعة بريغهام يونغ. كانت فئة المدرسة العليا في الجامعة لعام 1907 مسؤولة في النهاية عن العملاق الشهير "Y" الذي ظل حتى يومنا هذا مطمورًا على جبل بالقرب من الحرم الجامعي. انتخب المجلس جورج هـ. بريمهال كرئيس جديد للجامعة. لم يحصل على تعليم ثانوي حتى بلغ الأربعين. ومع ذلك، كان خطيبًا ومنظمًا ممتازًا. خلال فترة ولايته عام 1904، اشترت جامعة بريغهام يونغ الجديدة 17 أكر (69,000 م2) من أرض بروفو تسمى «تيمبل هيل».
بعد بعض الجدل بين السكان المحليين حول شراء الجامعة لهذا العقار، بدأ البناء في عام 1909 في أول مبنى في الحرم الجامعي الحالي، نصب كارل جي مايسر التذكاري. كما ترأس بريمهال الجامعة خلال أزمة وجيزة تتعلق بنظرية التطور. بدت الطبيعة الدينية للمدرسة في ذلك الوقت تتعارض مع هذه النظرية العلمية. حسم جوزيف ف. سميث، رئيس الكنيسة المورمونية، السؤال لبعض الوقت من خلال طلب عدم تدريس التطور في المدرسة. وصف البعض المدرسة في هذا الوقت بأنها ليست أكثر من «مدرسة دينية». ومع ذلك، فإن العديد من خريجيها في هذا الوقت سيواصلون نجاحًا كبيرًا ويصبحون مشهورين في مجالاتهم.

### التوسعة

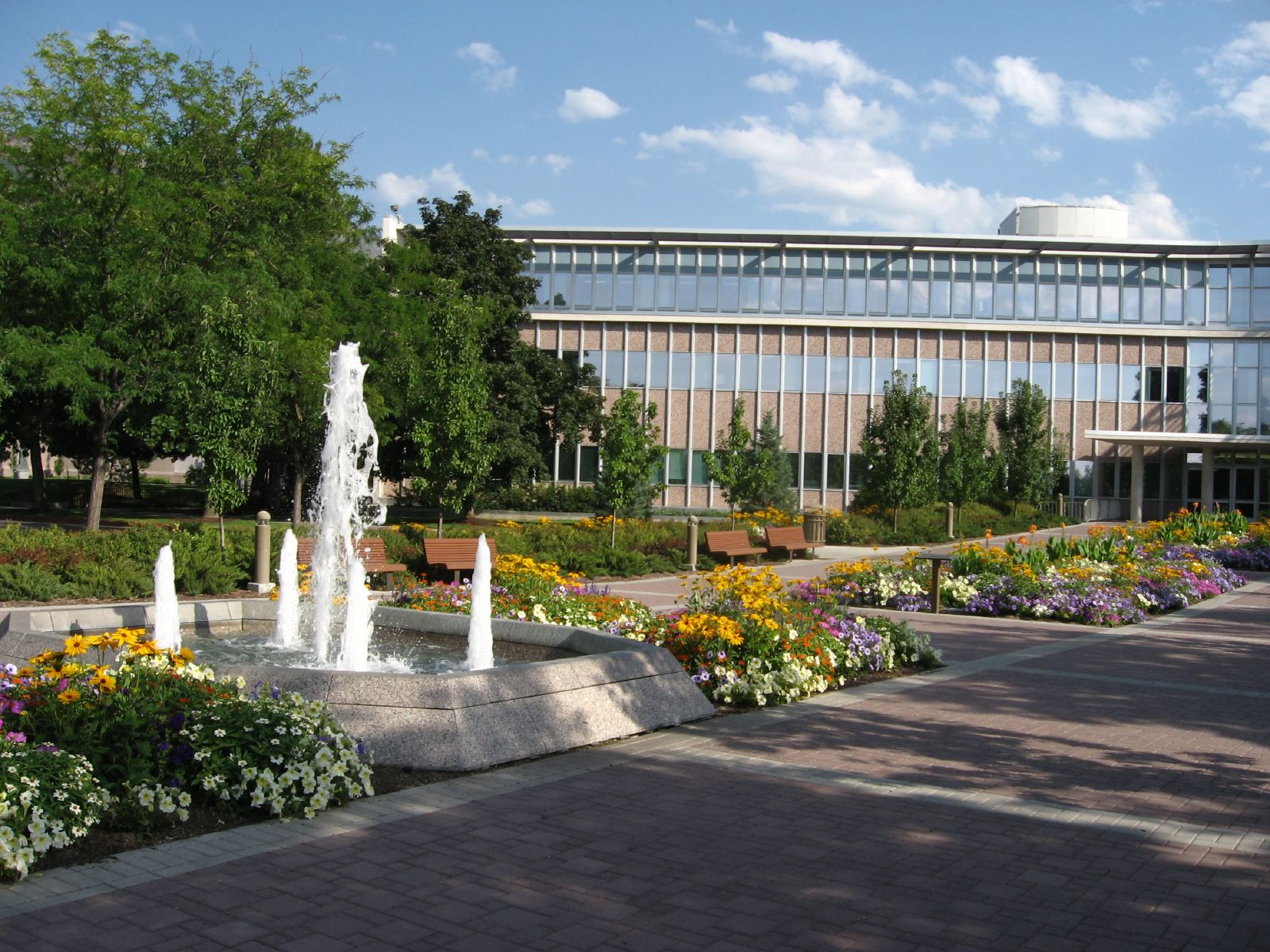
مبنى أبراهام أو.سموت الإداري

في عام 1921، تم تعيين فرانكلين س. هاريس رئيسًا للجامعة. كان أول رئيس للجامعة يحصل على درجة الدكتوراه. قام هاريس بالعديد من التغييرات المهمة على المدرسة، حيث أعاد تنظيمها لتصبح جامعة حقيقية، في حين كان لمنظمتها من قبل بقايا أيام الأكاديمية. في بداية فترة عمله، لم يتم الاعتراف بالمدرسة رسميًا كجامعة من قبل أي منظمة اعتماد. بحلول نهاية فترته، تم اعتماد المدرسة في إطار جميع منظمات الاعتماد الرئيسية في ذلك الوقت. وحل محله هوارد س. ماكدونالد، الذي حصل على الدكتوراه من جامعة كاليفورنيا. عندما حصل على المنصب لأول مرة، كانت الحرب العالمية الثانية قد انتهت للتو، وكان الآلاف من الطلاب يتدفقون على الجامعة. بحلول نهاية إقامته، نمت المدرسة خمس مرات تقريبًا لتصل إلى 5440 طالبًا. لم يكن لدى الجامعة المرافق اللازمة للتعامل مع مثل هذا التدفق الضخم، لذلك اشترى جزءًا من قاعدة جوية في أوغدن بولاية يوتا وأعاد بناؤها لإيواء بعض الطلاب. كما أشرف الرئيس القادم، إرنست إل ويلكنسون، على فترة من النمو المكثف، حيث اعتمدت المدرسة برنامج بناء متسارع. كان ويلكينسون مسؤولاً عن بناء أكثر من ثمانين مبنى في الحرم الجامعي، لا يزال الكثير منها قائمًا. خلال فترة عمله، زاد عدد الطلاب ستة أضعاف، مما جعل الجامعة أكبر مدرسة خاصة في ذلك الوقت. كما زادت جودة الطلاب، مما أدى إلى مستويات تعليمية أعلى في المدرسة. أخيرًا، أعاد ويلكينسون تنظيم وحدات الكنيسة في الحرم الجامعي، مع إضافة عشر حصص وأكثر من 100 جناح خلال إدارته.

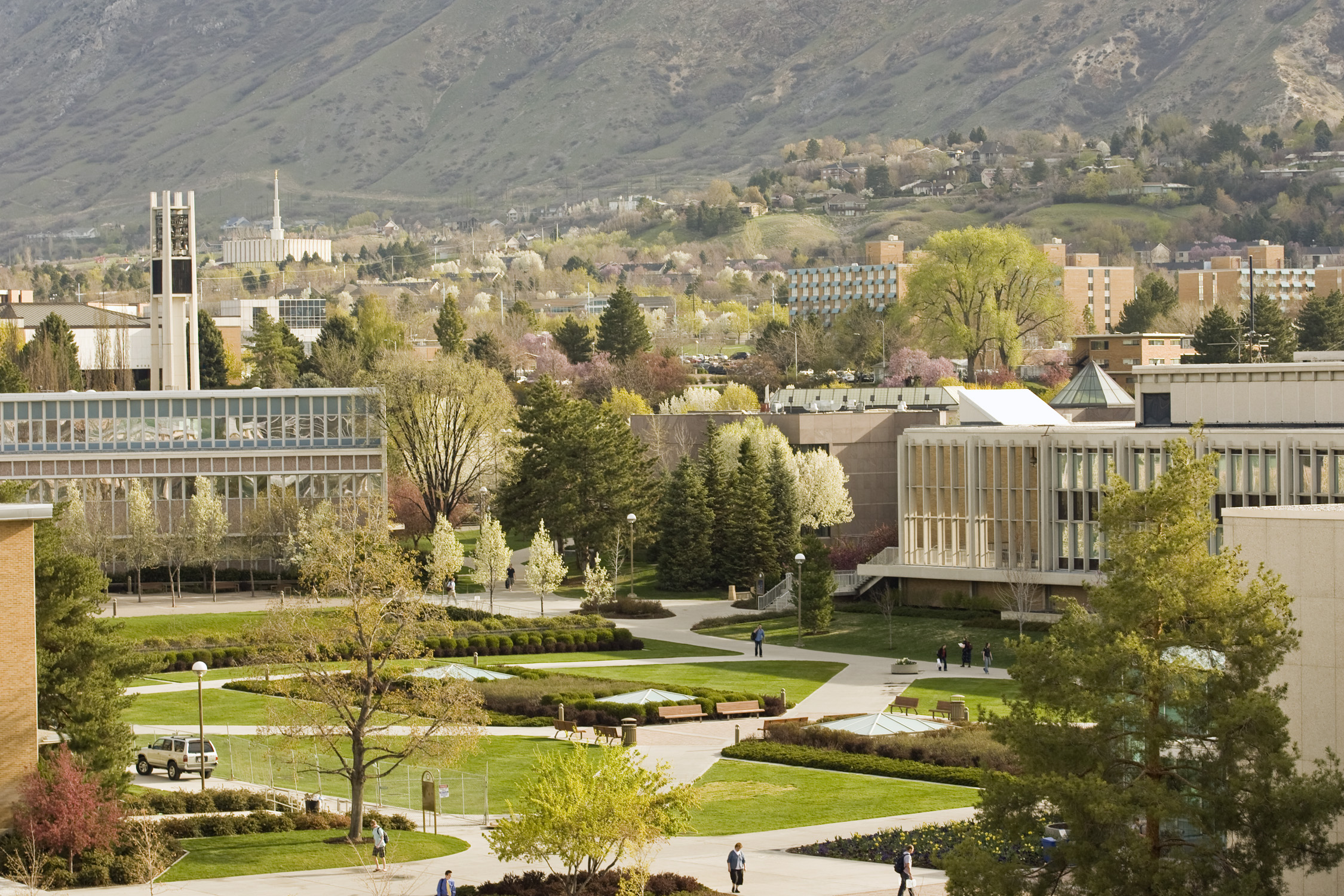
تطل على الحرم الشمالي

حل دالان أوكس محل ويلكنسون كرئيس في عام 1971. واصل أوكس التوسع في سلفه، بإضافة كلية الحقوق واقتراح خطط لمدرسة جديدة للإدارة. خلال فترة إدارته، تمت إضافة مكتبة جديدة أيضًا، مما أدى إلى مضاعفة مساحة المكتبة في الحرم الجامعي. تبع جيفري آر هولاند منصب الرئيس في عام 1980، مما شجع على الجمع بين التميز التعليمي والإيمان الديني في الجامعة. كان يعتقد أن واحدة من أعظم نقاط القوة في المدرسة هي طبيعتها الدينية ويجب الاستفادة من ذلك بدلاً من إخفائه. خلال إدارته، أضافت الجامعة حرمًا جامعيًا في القدس، يسمى الآن الجامعة Jerusalem Centre. في عام 1989، حل ريكس إي لي محل هولندا. كان لي مسؤولاً عن مبنى بنسون للعلوم ومتحف الفن في الحرم الجامعي. يتم إحياء ذكرى لي ضحية السرطان سنويًا في الجامعة خلال حملة لجمع التبرعات لمكافحة السرطان تسمى Rex Lee Run. قبل وفاته بفترة وجيزة، تم استبدال لي في عام 1995 بميريل جي بيتمان.
كان بيتمان مسؤولاً عن تشييد 36 مبنى جديدًا للجامعة داخل وخارج الحرم الجامعي، بما في ذلك توسيع مكتبة هارولد بي لي. كان أيضًا أحد قادة الكلية الرئيسيين الذين أحدثوا إنشاء مؤتمر Mountain West، الذي انضم إليه برنامج الجامعة لألعاب القوى - شاركت الجامعة سابقًا في مؤتمر Western Athletic. تم افتتاح شبكة تلفزيونية فضائية في الجامعة في عام 2000 تحت قيادته. تبع بيتمان سيسيل أو سامويلسون في عام 2003. سامويلسون خلفه كيفن جيه وورثن في عام 2014.

## الحرم الجامعي

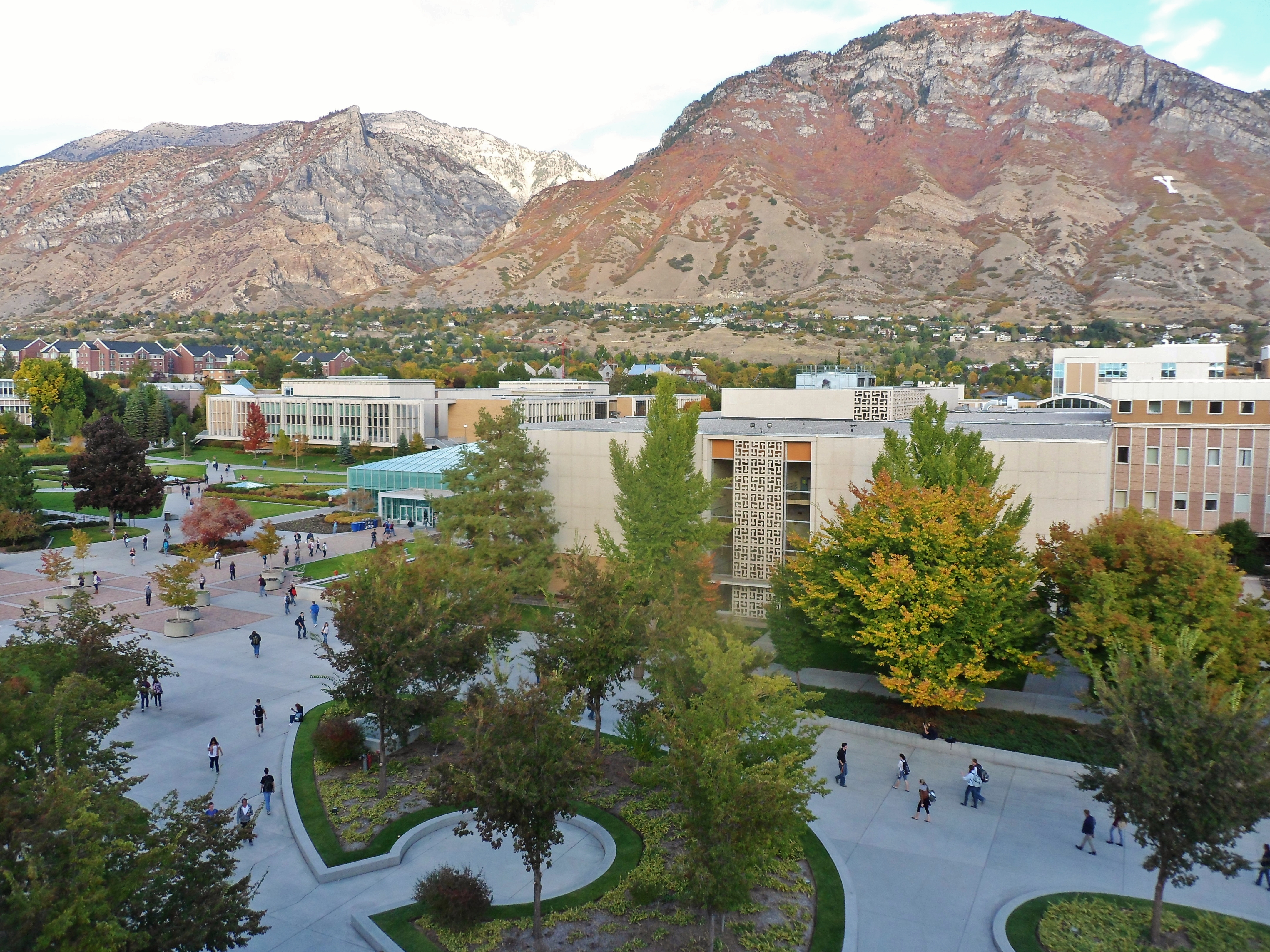
حرم الجامعة

يقع الحرم الجامعي الرئيسي في بروفو بولاية يوتا على 560 أكر (2.3 كـم2) تقريبًا 560 أكر (2.3 كـم2) تقع عند قاعدة جبال واساتش وتضم 295 مبنى. تتميز المباني بمجموعة متنوعة من الطرز المعمارية، حيث يتم بناء كل مبنى على طراز عصره. يتم الحفاظ على العشب والأشجار وأحواض الزهور في حرم الجامعة بدقة. علاوة على ذلك، يمكن رؤية مناظر جبال واساتش (بما في ذلك جبل تيمبانوجوس) من الحرم الجامعي.
مكتبة هارولد بي لي في الجامعة، والتي صنفتها مجلة برينستون في المرتبة الأولى «مكتبة الكلية العظيمة» في عام 2004، تحتوي على ما يقرب من 8.5 مليون عنصر في مجموعاتها، وتحتوي على 98 ميل (158 كـم) من الرفوف، وتتسع لـ 4600 شخص. يعد برج سبنسر دبليو كيمبال، الذي تم اختصاره إلى SWKT ولفظه Swicket من قبل العديد من الطلاب، موطنًا للعديد من أقسام وبرامج الجامعة وهو أطول مبنى في بروفو بولاية يوتا. علاوة على ذلك، يمكن لمركز ماريوت في الجامعة، الذي يستخدم كساحة لكرة السلة، أن يستوعب أكثر من 19000 مقعد وهو أحد أكبر ساحات الحرم الجامعي في البلاد.  في حرم هذه الجامعة المملوكة للكنيسة كنيسة صغيرة بالحرم الجامعي. على الرغم من ذلك، تُجرى خدمات كنيسة LDS للطلاب كل يوم أحد في الحرم الجامعي، ولكن نظرًا للعدد الكبير من الطلاب الذين يحضرون هذه الخدمات، يتم استخدام جميع المباني تقريبًا وأماكن الاجتماعات المحتملة في الحرم الجامعي (بالإضافة إلى ذلك، يحضر العديد من الطلاب الخدمات خارج الحرم الجامعي في كنائس في المجتمعات المحيطة).

### المتاحف

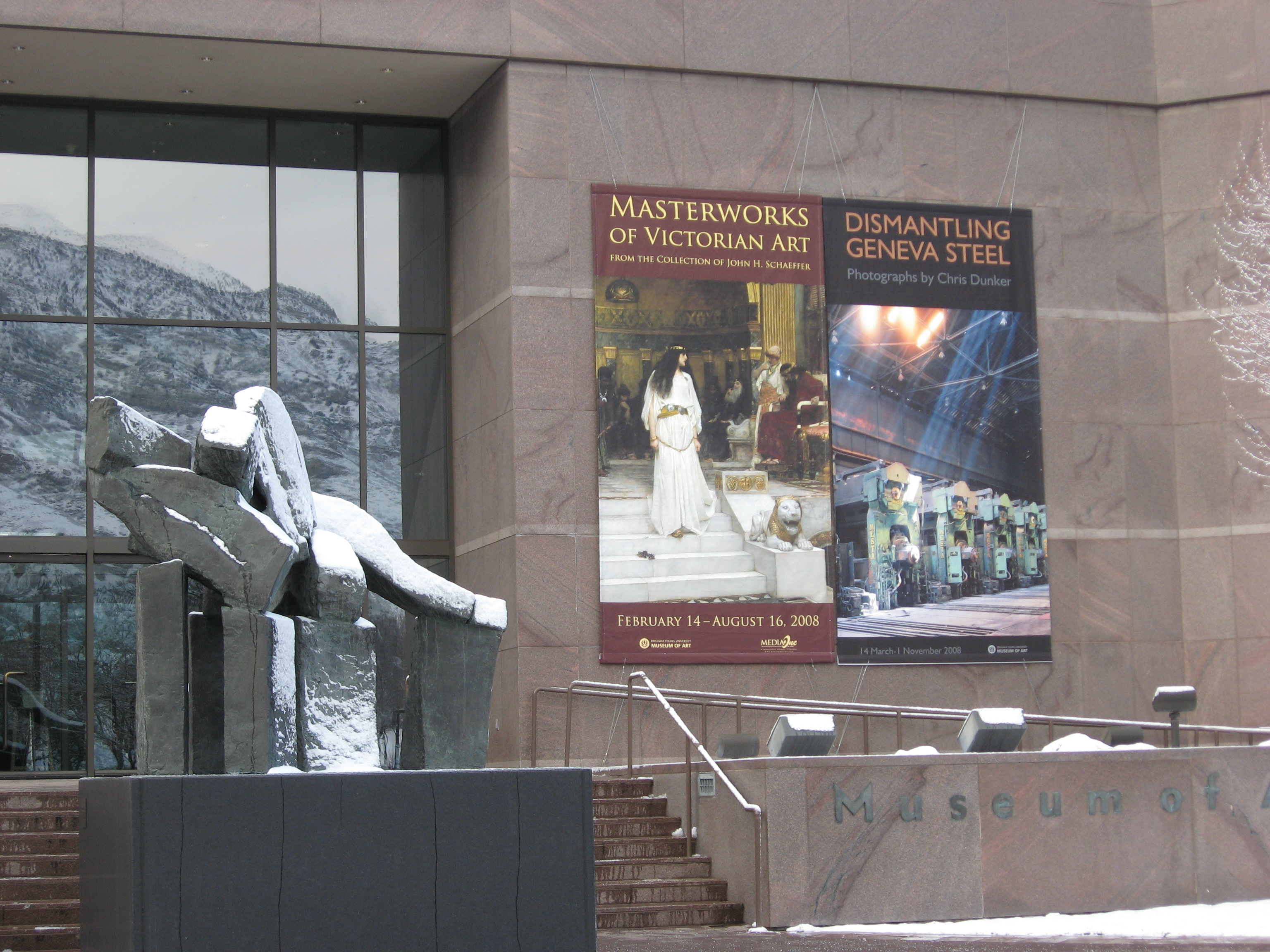
متحف الفنون المدخل الشمالي

يعد الحرم الجامعي موطنًا للعديد من المتاحف التي تحتوي على معروضات من العديد من مجالات الدراسة المختلفة. متحف الجامعة للفنون، على سبيل المثال، هو واحد من أكبر المتاحف الفنية وأكثرها حضورًا في Mountain West. يساعد هذا المتحف في المساعي الأكاديمية للطلاب في الجامعة من خلال البحث ودراسة الأعمال الفنية في مجموعته. المتحف مفتوح أيضًا لعامة الناس ويوفر برامج تعليمية. متحف الشعوب والثقافات هو متحف للآثار وعلم الأعراق البشرية. إنه يركز على الثقافات الأصلية والتحف في الحوض العظيم وجنوب غرب أمريكا وأمريكا الوسطى وبيرو وبولينيزيا. موطنًا لأكثر من 40.000 قطعة أثرية و 50.000 صورة فوتوغرافية، يوثق الجامعة البحث الأثري. تم بناء متحف الجامعة لعلم الأحافير في عام 1976 لعرض العديد من الحفريات التي عثر عليها جيمس أ. جنسن من الجامعة. تحتوي على العديد من أحافير الفقاريات من العصر الجوراسي والطباشيري، وهي واحدة من أفضل خمس مجموعات أحفورية للفقاريات في العالم من العصر الجوراسي. يستقبل المتحف حوالي 25000 زائر كل عام.
تم تشكيل متحف Monte L. Bean Life Science في عام 1978. يتميز بعدة أشكال من الحياة النباتية والحيوانية معروضة ومتاحة للبحث من قبل الطلاب والعلماء.
يضم الحرم الجامعي أيضًا العديد من مرافق الفنون المسرحية. تتسع قاعة دي جونغ للحفلات الموسيقية لعدد 1282 شخصًا وسميت باسم Gerrit de Jong Jr.
تم تسمية مسرح Margetts على اسم Philip N. Margetts، شخصية مسرحية بارزة في ولاية يوتا. مسرح الصندوق الأسود الأصغر حجمًا، يسمح بمجموعة متنوعة من تنسيقات الجلوس والتنسيقات. يتسع لـ 125، ويبلغ قياسه 30 50 قدم (15 م). تم استخدام مسرح Nelke، الذي سمي على اسم أحد معلمي الدراما الأوائل في الجامعة، إلى حد كبير للتعليم في المسرح التجريبي. تتسع لـ 280.

### سكن طلاب

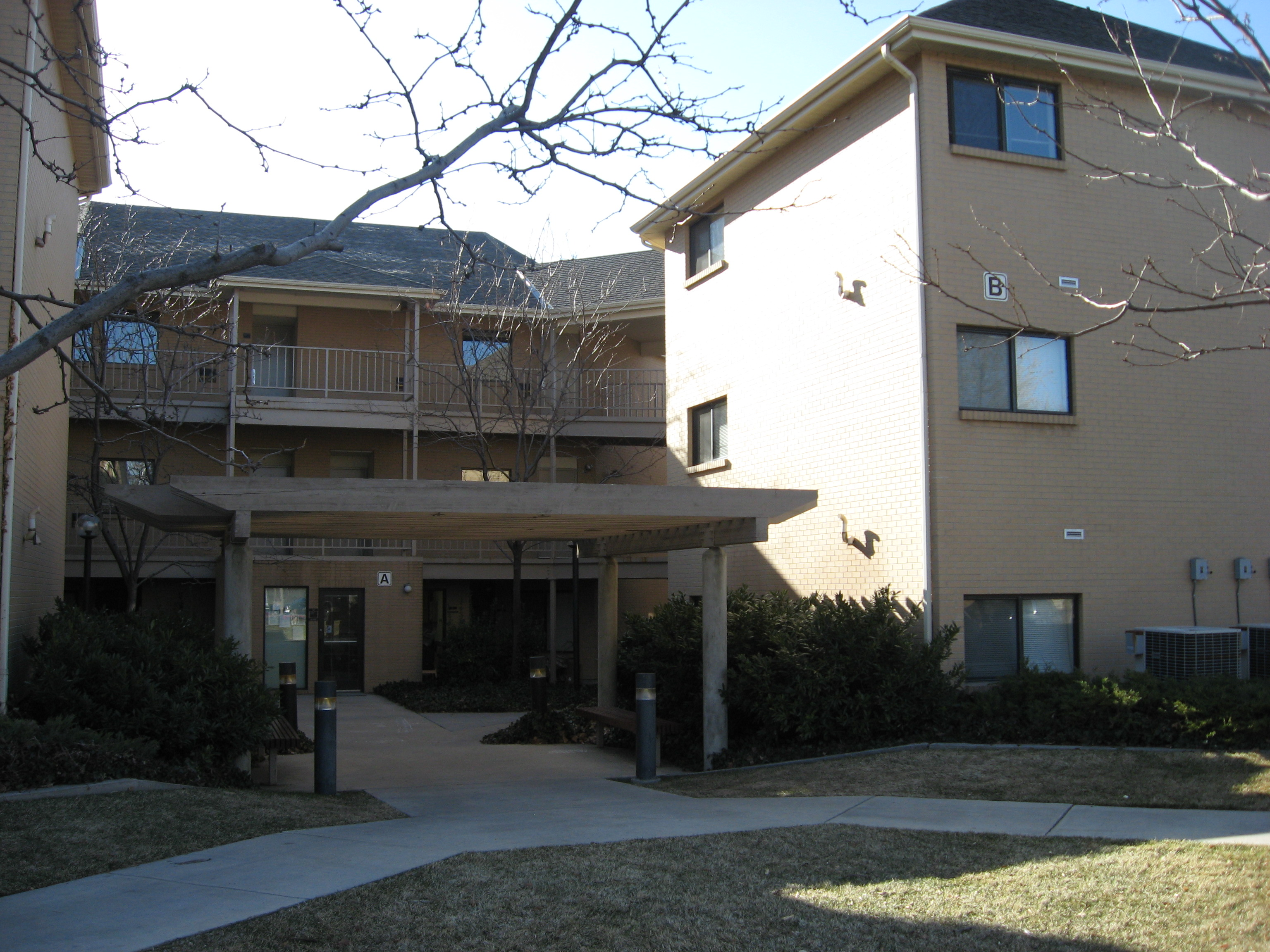
سكن الطلاب الأجانب، حيث يلتزم الطلاب بالتحدث بلغتهم الدراسية فقط

يوجد في الجامعة مجتمعات سكنية داخل الحرم الجامعي للطلاب الجدد وكذلك للطلاب من سن 19 عامًا فما فوق. الطلاب العازبون الجدد لديهم ثلاثة خيارات للسكن داخل الحرم الجامعي: قاعات التراث، وقاعات هيلامان، وإقامة الطلاب الأجانب (FLSR). يتوفر السكن داخل الحرم الجامعي للطلاب غير المتزوجين الذين تبلغ أعمارهم 19 عامًا فما فوق.
كان هيريتدج هولز عبارة عن مجمع سكني مكون من 24 مبنى في الحرم الجامعي يوفر معيشة على طراز الشقق. تم استبداله بمجمع سكني جديد. تضم القاعات الطلاب والطالبات على حد سواء، مقسمة حسب الجنس إلى مبانٍ منفصلة. يتكون كل مبنى من 5 طوابق مع 10 إلى 14 غرفة لكل مستوى (باستثناء الطابق السفلي الذي يتكون من مغسلة ومخزن للدراجات). تتسع الغرف من 4 إلى 6 أشخاص.
هلامان هولز عبارة عن مجمع سكني خضع لعملية تجديد لمدة 12 عامًا بين عامي 1991 و 2004. Helaman Halls عبارة عن تسعة مبانٍ (تم افتتاح التاسع في صيف 2010)، وهي منطقة معيشة على طراز صالات النوم المشتركة. يتشارك المقيمون غرفة مع مقيم آخر، لكن ليس لديهم مطبخ خاص بهم ويستخدمون حمامات مشتركة. يُطلب من السكان الحصول على خطة وجبات، والتي تسمح لهم بشراء الطعام في عدة مواقع في الحرم الجامعي، بما في ذلك مواقع الجامعة المختلفة ومجمع العموم في مركز كانون.
تم بناء وايفيو بارك في الأصل للعائلات في عام 1996، ولكن هذا تغير في عام 2006 عندما بدأ المجمع في إسكان الطلاب غير المتزوجين من أجل مواجهة فقدان مساكن العزاب في مناطق أخرى. يضم وايفيو بارك 30 مبنى توفر معيشة على طراز الشقق للطلاب، بالإضافة إلى خيار الغرف المشتركة أو الفردية
يحتوي مجمع سكن الطلاب الأجانب على 25 شقة حيث يتحدث الطلاب حصريًا بلغة أجنبية مختارة. تتوفر تجربة الانغماس في تسع لغات، ويرافق الطلاب مواطن أصلي على مدار العام لتعزيز التجربة.
يمكن للطلاب المتزوجين الإقامة في الحرم الجامعي في Wymount Terrace، والذي يحتوي على إجمالي 462 شقة في 24 مبنى.
توفر فروع الجامعة المواد الغذائية الأساسية ومنتجات البقالة العامة للطلاب الذين يعيشون فييها. يتم تقديم Helaman Halls أيضًا من خلال كافتيريا مركزية تسمى مركز كانون. أصبحت الكريمة، التي بدأت في عام 1949، من تقاليد الجامعة ويتردد عليها أيضًا زوار الجامعة وأعضاء المجتمع. كان أول متجر بقالة كامل الخدمات داخل الحرم الجامعي في الدولة.

### الاستدامة
خصصت جامعة بريغهام يونغ الحفاظ على الطاقة، والمنتجات والمواد، وإعادة التدوير، وتخطيط الموقع وتصميم المباني، ومشاركة الطلاب، والنقل، والحفاظ على المياه، وأحداث صفر نفايات كأولويات عليا لتعزيز جهودها لتكون حرم جامعي مستدام بيئيًا صرحت الجامعة «علينا مسؤولية أن نكون رعاة حكماء للأرض ومواردها». تعمل الجامعة على زيادة كفاءة الطاقة في مبانيها عن طريق تثبيت محركات سرعة مختلفة على جميع المضخات والمراوح، واستبدال الإضاءة المتوهجة بإضاءة الفلورسنت، وإعادة تجهيز مباني الحرم الجامعي بزجاج عاكس منخفض الانبعاث، وعزل سقف مطور لمنع فقدان الحرارة. تقوم مجموعات الطلاب بتثقيف الطلاب وأعضاء هيئة التدريس والموظفين والمسؤولين حول كيفية تقليل الحرم الجامعي من تأثيره البيئي. قادت الجامعة Recycles الحملة الأخيرة لبدء إعادة تدوير البلاستيك، وهو ما فعلته الجامعة بعد عام من الحملات الطلابية.

## التنظيم والإدارة
جامعة بريغهام يونغ هي جزء من نظام الكنيسة التعليمي الخاص بالكنيسة. يتم تنظيمه تحت إشراف مجلس أمناء، مع رئيس الكنيسة (حاليًا راسل إم نيلسون) كرئيس. يتكون هذا المجلس من نفس الأشخاص الذين يعملون في مجلس التعليم في الكنيسة، وهو نمط قائم منذ عام 1939. قبل عام 1939، كان لدى الجامعة مجلس أمناء منفصل تابع لمجلس الكنيسة للتعليم. يقدم رئيس جامعة بريغهام يونغ، حاليًا كيفن جيه ورثن، تقاريره إلى مجلس الإدارة، من خلال مفوض التعليم.
تعمل الجامعة تحت 11 كلية أو مدرسة، والتي تقدم مجتمعة 194 برنامجًا لدرجة البكالوريوس، و 68 برنامجًا لدرجة الماجستير، و 25 برنامجًا لدرجة الدكتوراه، وبرنامج دكتوراه في القانون. تدير الجامعة أيضًا بعض الدورات والتخصصات من خلال مركز David M. Kennedy للدراسات الدولية وأقسام الكلية «المتنوعة»، بما في ذلك التعليم الجامعي، الدراسات العليا، الدراسة المستقلة، التعليم المستمر، وبرنامج الشرف. ينتهي الفصل الشتوي في الجامعة في وقت أبكر من معظم الجامعات في أبريل نظرًا لعدم وجود عطلة الربيع، مما يسمح للطلاب بمتابعة التدريب الداخلي والأنشطة الصيفية الأخرى في وقت سابق. يتم تقسيم العام الدراسي النموذجي إلى فصلين دراسيين: الخريف (سبتمبر - ديسمبر) والشتاء (يناير - أبريل)، بالإضافة إلى فصلين أقصر خلال أشهر الصيف: الربيع (مايو - يونيو) والصيف (يوليو - أغسطس).

## تدريب ضباط الاحتياط
بدأ فيلق تدريب ضباط الاحتياط بالجيش بجامعة بريغهام يونغ (ROTC) في 29 أبريل 1968. تم تشييد مبنى خصيصًا لبرامج تدريب ضباط الاحتياط (الجيش والقوات الجوية) وتم تخصيصه كمبنى دانيال هـ. ويلز في أكتوبر 1968.
تعد الجامعة حاليًا موطنًا لكتيبة الخدمة الأولى للجيش ROTC، والمفرزة 855 لـ Air Force ROTC.

## أكاديميون

### القبول والتركيبة السكانية
قبلت جامعة بريغهام يونغ (الجامعة) 53.4 في المائة من 13.731 شخصًا تقدموا بطلبات للقبول في فصلي الربيع والصيف وفصل الخريف لعام 2017. كان متوسط المعدل التراكمي لهؤلاء الطلاب المقبولين 3.86 بمتوسط ACT من 29.5 وسات من 1300. يصف تقرير يو إس نيوز آند وورد ريبورت انتقائية الجامعة بأنها «أكثر انتقائية» ويقارنها بجامعات مثل جامعة تكساس في أوستن وجامعة ولاية أوهايو. بالإضافة إلى ذلك، تم تصنيف جامعة بريغهام يونغ في المرتبة 26 في الكليات التي تضم أكثر الطلاب الجدد من العلماء المتميزين، مع 88 في عام 2006.

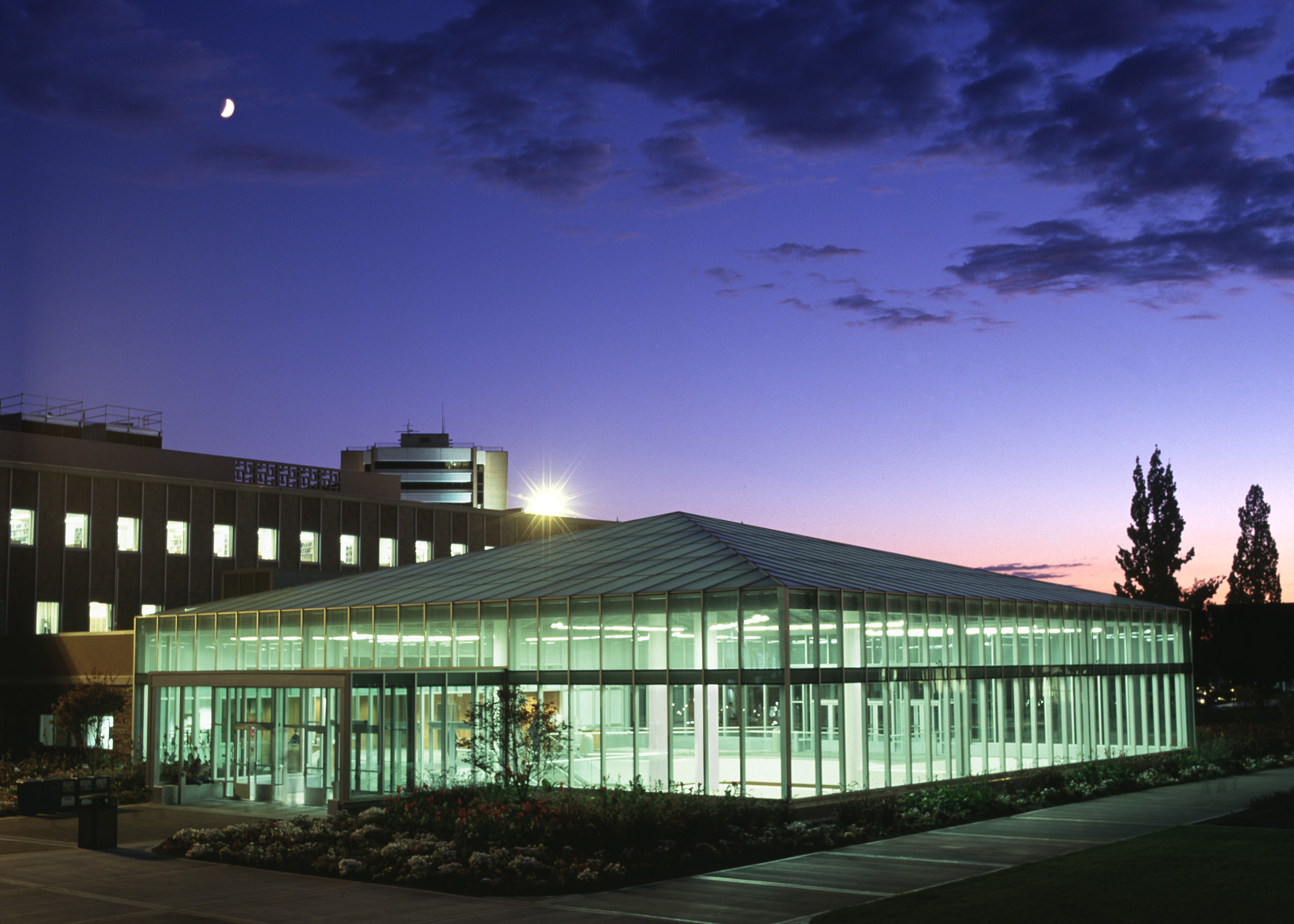
تم تصنيف مكتبة Harold B. Lee باستمرار من بين العشرة الأوائل في البلاد، حيث احتلت المرتبة الأولى في عام 2004 من قبل The Princeton Review.

الطلاب من كل ولاية في الولايات المتحدة ومن العديد من الدول الأجنبية يحضرون الجامعة. (في العام الدراسي 2005-2006، كان هناك 2396 طالبًا أجنبيًا، أو ثمانية (8) بالمائة من الطلاب المسجلين.) أكثر بقليل من 98 بالمائة من هؤلاء الطلاب هم أعضاء نشطون في كنيسة LDS. في عام 2006، أفاد 12.6 بالمائة من الطلاب بأنهم أقليات عرقية، معظمهم من الآسيويين وسكان جزر المحيط الهادئ والأسبان.

### يكرم التخرج
قد يتأهل طلاب المرحلة الجامعية للحصول على مرتبة الشرف في التخرج. مرتبة الشرف الجامعية هي أعلى درجات التميز التي تمنحها الجامعة لخريجيها. يُدار من قبل برنامج الشرف، ويتطلب التمييز من الطلاب إكمال متطلبات منهج الشرف، ومتطلبات الأسئلة العظيمة، ومتطلبات التعلم التجريبي، ومتطلبات أطروحة الشرف، ومحفظة التخرج التي تلخص تجارب الطالب مع مرتبة الشرف.
تمنح الجامعة أيضًا امتيازات مدرسية لاتينية بشكل منفصل عن برنامج الشرف: امتياز مع مرتبة الشرف (أعلى 1 في المائة)، وامتياز مع مرتبة الشرف (أعلى 5 في المائة)، وبامتياز (أعلى 10 في المائة). تعترف الجامعة بالإضافة إلى ذلك بتكريم Phi Kappa Phi للتخرج.

### الترتيب
يتم التعرف على الجامعة بانتظام لتكلفتها المنخفضة والتعليم عالي الجودة. في عام 2019، صنفت صحيفة وول ستريت جورنال وتايمز للتعليم العالي جامعة بريتيش بتروليوم مرتبطة بالكلية رقم 1 «تستحق التكلفة». وبالمثل، صنفت Forbes جامعة الجامعة رقم 1 في قائمتها «لأفضل كليات أمريكا قيمة 2019». صنفت مجلة يو إس نيوز آند وورلد ريبورت الجامعة رقم 11 في أفضل المدارس القيمة وتعادل في المرتبة 80 بين الجامعات الوطنية في البلاد.
تم تصنيف الجامعة كجامعة بحثية ذات نشاط بحثي عالي من قبل مؤسسة كارنيجي للنهوض بالتعليم. صنفتها مجلة فوربس على أنها رقم 1 «أفضل جامعة للعمل في 2014» وكأفضل كلية في ولاية يوتا.
في عام 2016، حصلت كلية ماريوت للإدارة بالجامعة على الترتيب رقم 18 من قبل بلومبرج بيزنس ويك لبرامجها الجامعية، وتم تصنيف برنامج ماجستير إدارة الأعمال من خلال عدة مصادر: الترتيب رقم 25 من قبل بلومبرج بيزنس ويك في 2018، رقم. 19 بواسطة Forbes في عام 2017، وتعادل في المركز 30 بواسطة يو إس نيوز آند وورد ريبورت لعام 2021. لعام 2020، حصلت كلية المحاسبة بالجامعة، والتي تقع داخل مدرسة ماريوت، على الترتيب الرابع من بين 44 برنامجًا للدراسات العليا تم تصنيفها بواسطة يو إس نيوز آند وورد ريبورت.
حصلت كلية الحقوق في الجامعة على الترتيب الوطني رقم 37 لعام 2021، وفقًا لتقرير يو إس نيوز آند وورد ريبورت.

### أبحاث وجوائز بارزة

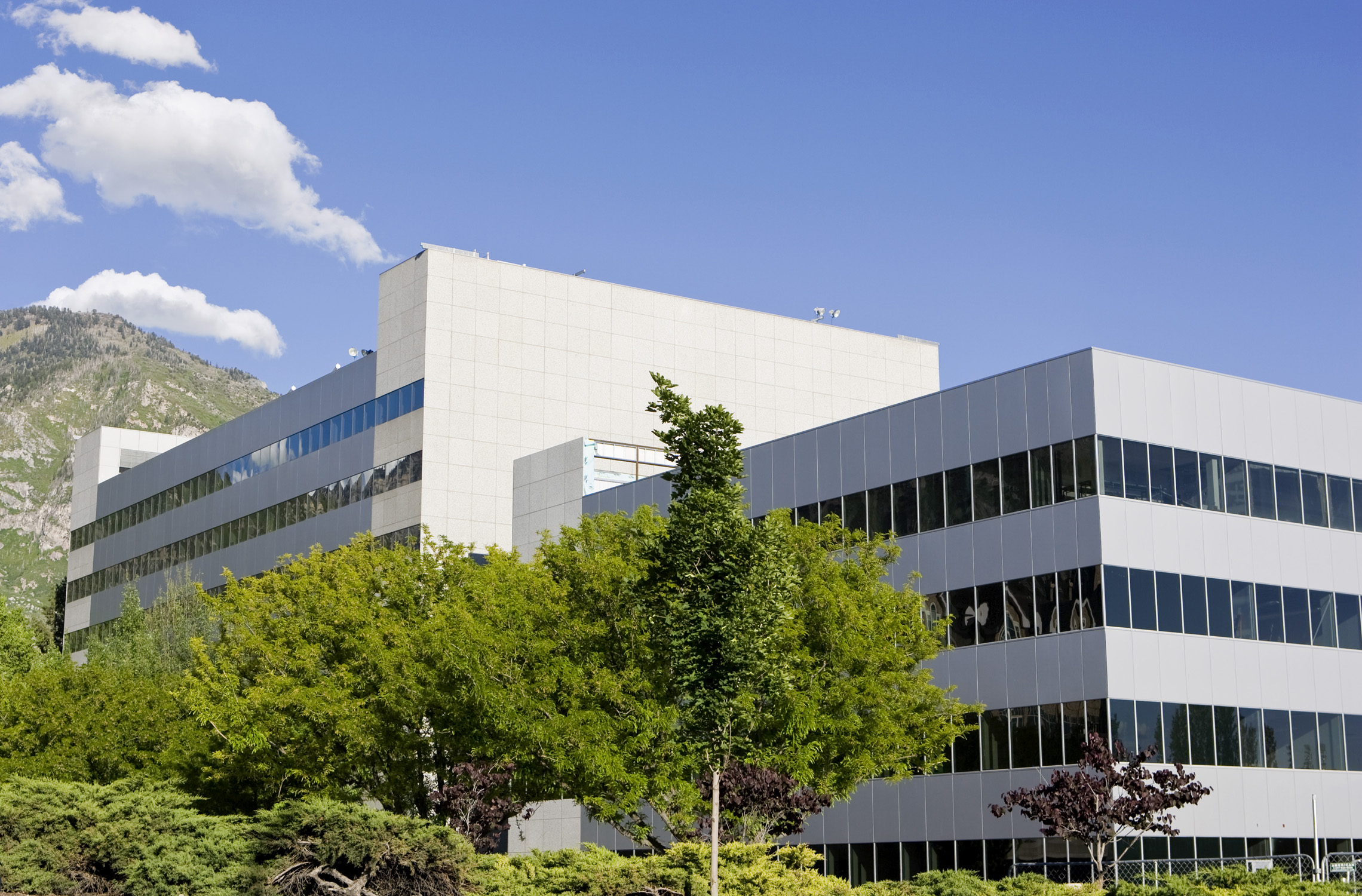
مبنى إن إلدون تانر، مقر مدرسة ماريوت للإدارة

وفقًا لمؤسسة العلوم الوطنية، أنفقت الجامعة 40.7 مليون دولار على البحث والتطوير في عام 2018. ابتكر العلماء المرتبطون بـ الجامعة بعض الاختراعات البارزة. بدأ فيلو فارنزوورث، المخترع ورائد التلفزيون الإلكتروني، دراسته الجامعية في الجامعة، وعاد لاحقًا لإجراء أبحاث الاندماج، وحصل على درجة فخرية من الجامعة في عام 1967. واصل الخريج هارفي فليتشر، مخترع الصوت المجسم، إجراء تجربة إسقاط الزيت الشهيرة الآن مع روبرت ميليكان، ثم أصبح لاحقًا عميدًا مؤسسًا لكلية الجامعة للهندسة. ترك تريسي هال، مخترع الألماس المصنوع من قبل الإنسان، شركة جنرال إلكتريك في عام 1955 وأصبح أستاذًا كاملًا للكيمياء ومدير الأبحاث في الجامعة. أثناء وجوده هناك، اخترع نوعًا جديدًا من مكبس الماس، مكبس رباعي السطوح.
في إنجازات الطلاب، فازت فرق الجامعة Ad Lab في مسابقة لوريال براندستورم الوطنية في عامي 2007 و 2008، وطور الطلاب خوارزمية Magnetic Lasso الموجودة في أدوبي فوتوشوب. في المنح الدراسية المرموقة، أنتجت الجامعة 10 من علماء منحة رودس، أربعة من علماء Gates في السنوات الست الماضية، وفي العقد الماضي ادعى 41 من علماء فولبرايت و 3 من علماء جاك كينت كوك.

### التعبدية والمنتديات
لتزويد الطلاب بفرص لكل من البصيرة الروحية والفكرية، استضافت جامعة بريغهام يونغ اجتماعات تعبدية ومنتديات أسبوعية منذ الأيام الأولى للمدرسة. العبادات هي الأكثر شيوعًا وتتناول الموضوعات الدينية، غالبًا من منظور أكاديمي أو بصيرة.
عادة ما يتم اختيار المتحدثين التعبديين من هيئة التدريس والإدارة في الجامعة أو قيادة كنيسة LDS، بما في ذلك رؤساء الكنيسة جورج ألبرت سميث وسبنسر دبليو كيمبال وتوماس س.مونسون ورسل إم نيلسون.

## ألعاب القوى

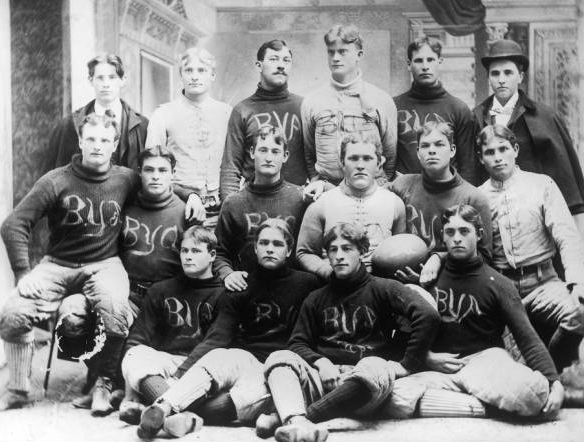
أول فريق كرة قدم في المدرسة فاز بالبطولة الإقليمية عام 1896

يوجد في الجامعة 21 فريقًا من الرابطة الوطنية لرياضة الجامعات. لعب تسعة عشر من هذه الفرق بشكل رئيسي في مؤتمر Mountain West منذ إنشائه في عام 1999 حتى غادرت المدرسة ذلك المؤتمر في عام 2011. قبل ذلك الوقت، تنافست فرق الجامعة في مؤتمر Western Athletic. تم تسمية جميع الفرق باسم "Cougars"، وكان Cosmo the Cougar تميمة المدرسة منذ عام 1953. أغنية قتال المدرسة هي أغنية قتال كوغار. نظرًا لأن العديد من لاعبيها يخدمون في مهام بدوام كامل لمدة عامين (الرجال عندما يبلغون من العمر 18 عامًا، والنساء عندما يبلغون من العمر 19 عامًا)، غالبًا ما يكون الرياضيون في جامعة بريغهام يونايتد أكبر سناً في المتوسط من لاعبي المدارس الأخرى تسمح الرابطة لرياضة الجامعات للطلاب بخدمة البعثات لمدة عامين دون خصم هذا الوقت من فترة أهليتهم. لقد تسبب هذا في جدل بسيط، ولكن من المسلم به إلى حد كبير أنه لا يمنح المدرسة أي ميزة مهمة، حيث لا يتلقى اللاعبون أي تدريب رياضي وقليل من التدريب البدني خلال مهامهم. تلقت الجامعة أيضًا اهتمامًا من الشبكات الرياضية لرفضها ممارسة الألعاب يوم الأحد، وكذلك طرد اللاعبين بسبب انتهاكات قانون الشرف.
ابتداءً من موسم 2011، تنافس الجامعة لكرة القدم في كرة القدم الجامعية كمستقل. بالإضافة إلى ذلك، تتنافس معظم الرياضات الأخرى الآن في مؤتمر الساحل الغربي. انضمت فرق السباحة والغطس وألعاب المضمار والميدان الداخلية لكل من الرجال والنساء إلى برنامج الكرة الطائرة للرجال في اتحاد ماونتن باسيفيك الرياضي. لألعاب المضمار والميدان في الهواء الطلق، أصبحت الكوجر مستقلة. عادت سوفتبول إلى المؤتمر الغربي لألعاب القوى لكنها قضت موسمًا واحدًا فقط في الوداد. انتقل الفريق إلى مؤتمر باسيفيك كوست سوفتبول بعد موسم 2012. انضم برنامج الكرة اللينة إلى الجزء الأكبر من رياضات الجامعة في WCC بعد عودة المحيط الهادئ في يوليو 2013 إلى WCC مما سمح لهذا المؤتمر بإضافة الكرة اللينة كرياضة رسمية. يتم تصنيف الجامعة بشكل منتظم بدرجة عالية لإنجازاتها في ألعاب القوى الجامعية، بما في ذلك حصولها على المركز 45 في كأس مديري NACDA 2018.
كان لدى الجامعة سبعة من المجندين في قاعة مشاهير كرة القدم بالكلية، وفائز واحد من Heisman، وحصل على البطولة الوطنية في عام 1984. كان لدى الجامعة العديد من لاعبي كرة السلة البارزين بما في ذلك جيمر فرديت، الذي حصل في عام 2011 على لقب أفضل لاعب كرة سلة في NCAA لهذا العام، وداني أينج الذي فاز بجائزة John R. Wooden في عام 1981. تم إدخال كل من كرشيمير تشوسيتش وستان واتس في قاعة مشاهير كرة السلة في Naismith Memorial.
في الآونة الأخيرة، كان تايلر هاوز، كجزء من موسم 2014-2015، من المرشحين النهائيين لجائزة جيري ويست وسجل أكبر عدد من النقاط في البلاد. وكايل كولينزورث، سجل رقم NCAA لموسم واحد لثلاث مرات مع ستة (في كل من المواسم 2014-15 و 2015–16) ويحمل الرقم القياسي المزدوج المزدوج للرجال في NCAA وهو 12.
يرعى الجامعة منافسة خارج أسوار في ست رياضات تحت حياة الطالب. هذه الرياضات هي كرة المضرب، ولاكروس للرجال، ولاكروس للسيدات، ورجبي الرجبي، والرجبي للسيدات، وكرة القدم للرجال. إن لعبة هوكي الرجال ليست «رياضة خارجية» ولكنها تُمنح مكانة «رياضة معترف بها».

## الحياة الطلابية

### الجو الديني
مهمة الجامعة المعلنة "هي مساعدة الأفراد في سعيهم للكمال والحياة الأبدية." وهكذا يعتبر زعماؤها الجامعة مؤسسة دينية في جوهرها، حيث يتشابك التعليم الديني والعلماني بشكل مثالي بطريقة تشجع أعلى المعايير في كلا المجالين. يعود نسج الجوانب العلمانية والدينية للجامعة الدينية إلى بريغهام يونغ نفسه، الذي قال لكارل جي. الأبجدية أو جداول الضرب بدون روح الله ".

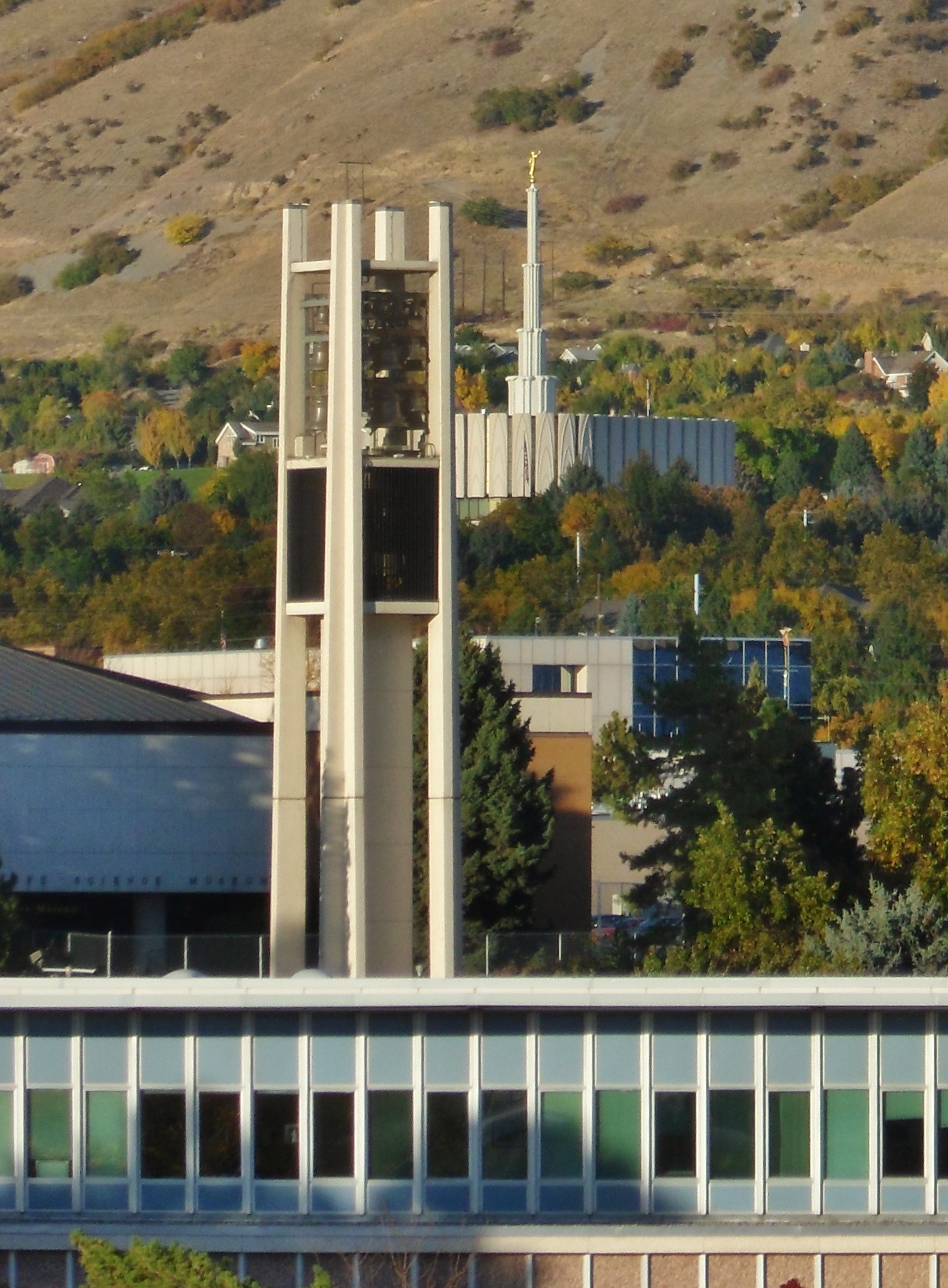
برج جرس الجامعة مع معبد في الخلفية

اعتبر بعض قديسي الأيام الأخيرة، وكذلك بعض قادة الجامعات والكنيسة، الجامعة «جامعة الرب». تُستخدم هذه العبارة للإشارة إلى رسالة المدرسة كسفير إلى العالم لكنيسة، وبالتالي ليسوع المسيح. في الماضي، أعرب بعض الطلاب وأعضاء هيئة التدريس عن عدم رضاهم عن هذا اللقب، مشيرين إلى أنه يعطي الطلاب فكرة أن السلطات الجامعية دائمًا ما تكون ملهمة من الله ولا يمكن مناقضتها أبدًا. ومع ذلك، يقر قادة المدرسة بأن اللقب يمثل أكثر من هدف تسعى الجامعة لتحقيقه وليس وضعها الحالي. يشجع القادة الطلاب وأعضاء هيئة التدريس على المساعدة في تحقيق الهدف من خلال اتباع تعاليم دينهم، والالتزام بقواعد شرف المدرسة، وخدمة الآخرين بالمعرفة التي يكتسبونها أثناء الحضور.
يفرض الجامعة أن يكون طلابها أعضاء في كنيسة LDS ناشطين دينياً. يُطلب من طلاب LDS وغير LDS تقديم تأييد من قائد كنسي مع طلب القبول. يتم استخدام أكثر من 900 غرفة في حرم الجامعة لأغراض تجمعات كنيسة LDS. يلتقي أكثر من 150 من المصلين في حرم الجامعة كل يوم أحد، حيث «يصبح حرم الجامعة أحد أكثر مراكز العبادة ازدحامًا وأكبرها في العالم» حيث يحضر حوالي 24000 شخص خدمات الكنيسة في الحرم الجامعي.
حوالي 97 بالمائة من خريجي جامعة بريغهام يونغ و 32 بالمائة من الخريجات خدموا كمبشرين LDS في أكتوبر 2012، أعلنت كنيسة LDS في مؤتمرها العام أن الشباب يمكنهم أداء مهمة بعد بلوغهم سن 18 وتخرجهم من المدرسة الثانوية. منذ ذلك الوقت، اختار العديد من الشباب التسجيل في الجامعة بعد مهمتهم بدلاً من التوقف أثناء دراستهم الجامعية. غالبًا ما تستمر الخدمة الإرسالية لمدة تصل إلى عامين للشباب، وحتى 18 شهرًا للشابات.

### الثقافة والأنشطة
ينتج عن المعدل المرتفع للالتحاق بالقديس في الأيام الأخيرة في الجامعة (أكثر من 98 بالمائة) تضخيم المعايير الثقافية لـ LDS. تم تصنيف الجامعة من قبل The Princeton Review في عام 2008 في المرتبة 14 في الدولة لوجود أسعد الطلاب وأعلى جودة للحياة. ومع ذلك، فإن الغرابة المفترضة وأحيانًا الثقافة «اللطيفة جدًا» غالبًا ما يتم تصويرها بشكل كاريكاتوري، على سبيل المثال، من حيث الزواج المبكر والتحفظ للغاية.[بحاجة لمصدر]
واحدة من خصائص الجامعة في أغلب الأحيان هي سمعتها للتأكيد على «ثقافة الزواج». يقدّر أعضاء كنيسة LDS الزواج والعائلة، ولا سيما الزواج في إطار الإيمان. ما يقرب من 51 في المائة من الخريجين في دفعة عام 2005 في الجامعة كانوا متزوجين في وقت تخرجهم. ويقارن هذا بمتوسط زواج وطني بين خريجي الجامعات يبلغ 11 في المائة. يتزوج طلاب الجامعة في المتوسط في سن 22، وفقًا لدراسة أجريت عام 2005، بينما يبلغ متوسط العمر الوطني 29 عامًا للرجال و 27 عامًا للنساء.
يتم تنظيم العديد من الأنشطة والنوادي الطلابية داخل الحرم الجامعي بواسطة اتحاد الطلاب الرسمي بالجامعة الجامعة SA. نادي الكوميديا الشعبية هو الكوميديا الإلهية.
ترعى الجامعة خدمة الإجابة على الأسئلة المعروفة باسم «لوحة 100 ساعة». كانت سابقًا لوحة إعلانات في مركز طلاب ويلكينسون، يتم استضافتها الآن عبر الإنترنت. يمكن لأي شخص لديه حساب أن يطرح سؤالاً، مع مواضيع تتراوح من الأسئلة الأكاديمية إلى أسئلة حول العلاقات أو عقيدة الكنيسة. يتم الرد على الأسئلة في 100 ساعة من قبل طلاب الجامعة مجهولين مجهولين. وقد انضمت إلى الكون منذ عام 2006.
المنظمات الاجتماعية اليونانية محظورة في الجامعة. امتلكتهم جامعة بريغهام يونغ في أوائل القرن العشرين، لكن الرئيس فرانكلين س.هاريس استبدلهم بنوادي اجتماعية أكثر شمولية غير يونانية في عشرينيات القرن الماضي.

## وسائل الإعلام

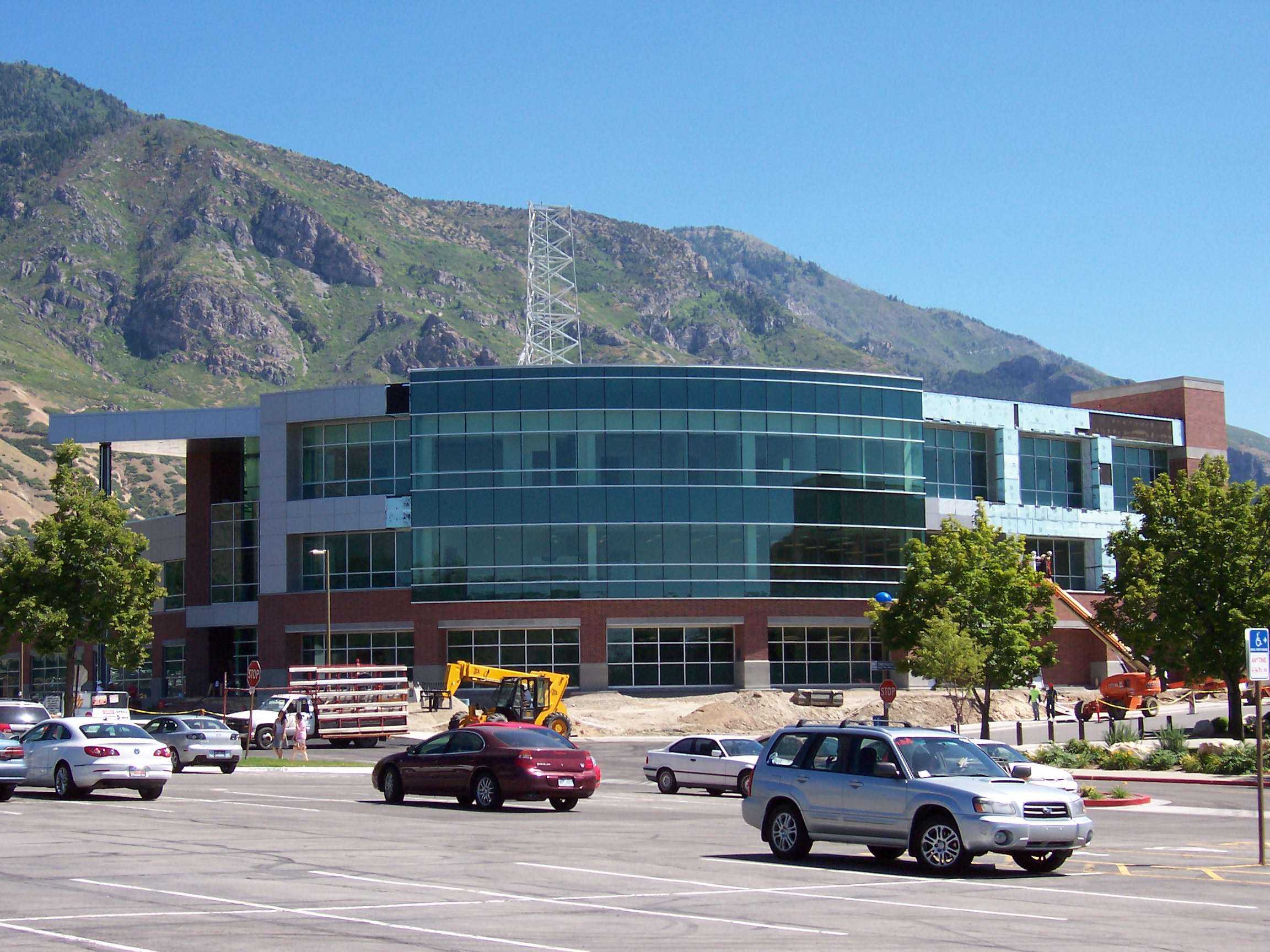
مبنى إذاعة الجامعة قيد الإنشاء، أغسطس 2010.

مركز العمليات الفنية للبث الجامعة هو منشأة إنتاج وتوزيع عالية الدقة موطنًا لشركة Kالجامعة -TV التابعة لشركة بي بي أس، ومحطة الموسيقى الكلاسيكية المحلية، وراديو الجامعة، وراديو الجامعة، وراديو الجامعة الدولي، وتلفزيون الجامعة الدولي مع محتوى باللغتين الإسبانية والبرتغالية.
تنتج الجامعة صحيفة أسبوعية تسمى الكون (تم نشرها يوميًا حتى عام 2012)، تحتفظ بموقع إخباري على الإنترنت يتم تحديثه بانتظام يسمى الكون الرقمي ولديه برنامج إخباري يومي يبث عبر Kالجامعة -TV. تمتلك الجامعة أيضًا علامة تسجيل تسمى Tantara Records والتي تديرها مدرسة الجامعة للموسيقى وتروج لأعمال مجموعات الطلاب وأعضاء هيئة التدريس.
مجلة الجامعة هي مطبوعة لخريجي الجامعة، توزع كل ثلاثة أشهر على أكثر من 200000 عنوان. بتاريخ يعود إلى عشرينيات القرن الماضي، مجلة الجامعة تغطي مجموعة واسعة من أنشطة الجامعة، من حياة الطلاب وأنشطة الخريجين إلى ألعاب القوى والبحوث. الجامعة اليوم هي النشرة الإخبارية للمجلة عبر البريد الإلكتروني، ويتم توزيعها مرتين في الشهر.

## خريجون بارزون
اعتبارًا من 2017، كان هناك 326,940 خريجًا من الجامعة.

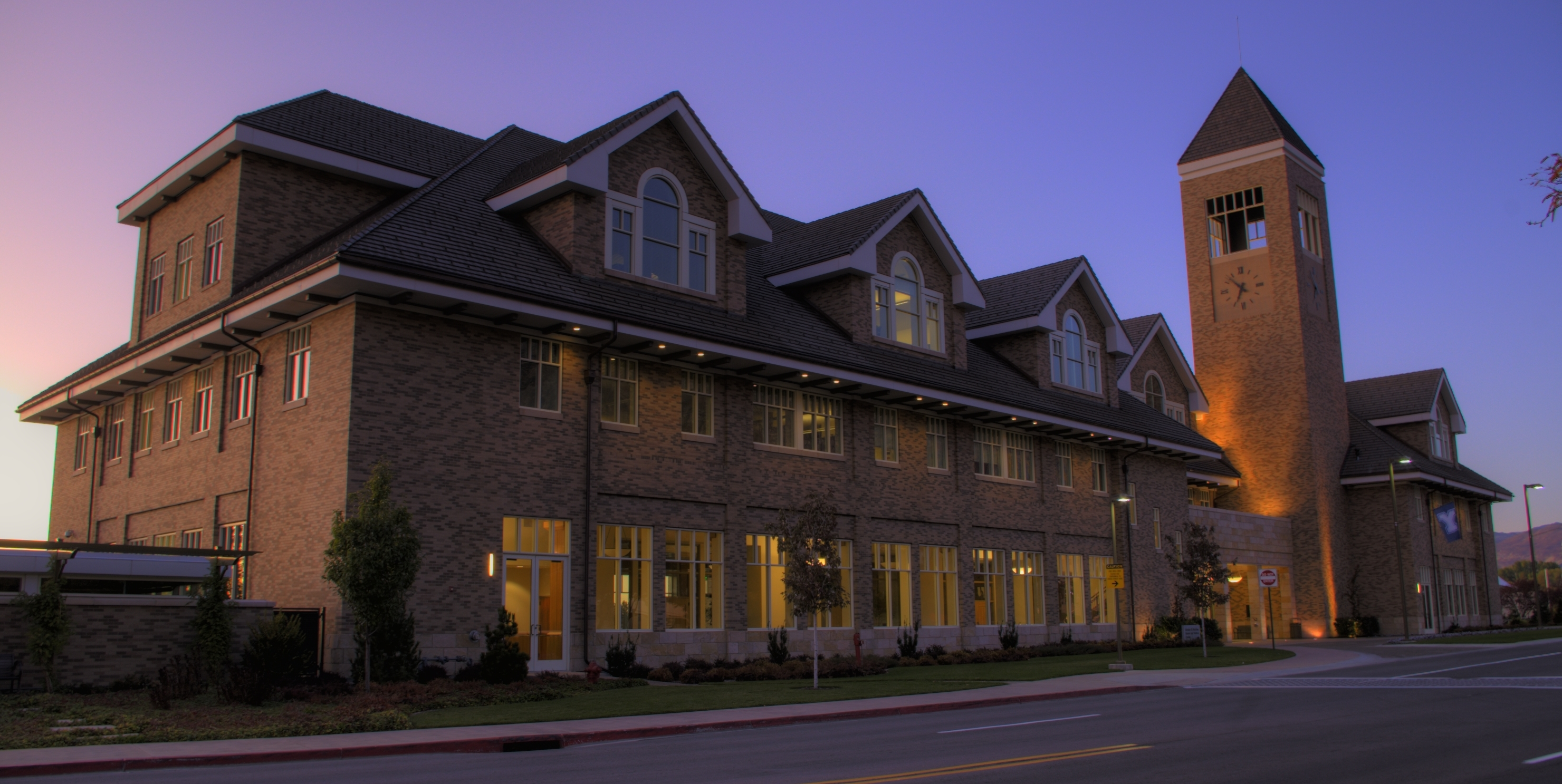
مركز الخريجين والزوار جوردون ب. هينكلي

أكثر من 21 من خريجي الجامعة كانوا أعضاءً في مجلس الشيوخ الأمريكي ومجلس النواب الأمريكي، مثل العميد السابق لمجلس الشيوخ الأمريكي، ريد سموت (فصل 1876). عمل جورج ساذرلاند قاضيًا مشاركًا في المحكمة العليا الأمريكية بين عامي 1922 و 1938. من بين أعضاء مجلس الوزراء للرؤساء الأمريكيين وزير الزراعة السابق، عزرا تافت بنسون ('26)، والمحامي العام السابق للولايات المتحدة، ريكس إي لي ('60). ميت رومني، حاكم ولاية ماساتشوستس السابق، المرشح الرئاسي الجمهوري لعام 2012، والسيناتور الأمريكي الحالي، كان دفعة عام 1971. رايان دي نيلسون، محكمة الاستئناف الأمريكية لقاضي الدائرة التاسعة، هو أحد خريجي الجامعة.
من بين خريجي الجامعة في الأوساط الأكاديمية العميد السابق لكلية هارفارد للأعمال كيم بي كلارك، المفكر التجاري الأكثر نفوذاً مرتين في العالم كلايتون إم كريستنسن، مايكل كيه يونغ ('73)، الرئيس السابق لجامعة واشنطن، ماثيو إس هولاند، الرئيس السابق لجامعة يوتا فالي، ستان إل ألبريشت، الرئيس السابق لجامعة ولاية يوتا، تيبو فيلين، أستاذ بجامعة أكسفورد، وستيفن د. نادولد، الرئيس السابق لجامعة ولاية ديكسي. كما تخرجت الجامعة الحائز على جائزة نوبل بول دي بوير. حصل فيلو فارنسورث (مخترع التلفزيون الإلكتروني) على درجة فخرية عام 1967. هارفي فليتشر (مخترع السمع) خريج الجامعة أيضًا.
أربعة من رؤساء الجامعة الثلاثة عشر كانوا من خريجي الجامعة. بالإضافة إلى ذلك، فإن خريجي الجامعة الذين عملوا كقادة أعمال يشملون غاري كريتتدن ('76)، الرئيس التنفيذي السابق لشركة ديل كيفن رولينز ('84)، والرئيس التنفيذي Deseret Book شيري إل ديو.
في الأدب والصحافة، أنتجت الجامعة العديد من المؤلفين الأكثر مبيعًا، بما في ذلك أروسن سكوت ('75)، براندون ساندرسون ('00 & '05)، ستيفاني ماير ('95) وتارا ويستوفر (08).
أنتجت الجامعة أيضًا العديد من القادة الدينيين. من بين الخريجين العديد من السلطات العامة للكنيسة، بما في ذلك رئيسان للكنيسة: Ezra Taft Benson ('26)، و Thomas S.Monson ('74)، ستة رسل (Neil L. Andersen، تود كريستوفرسون ('69)، ديفيد أ.بدنار ('76)، جيفري آر هولاند ('65 & '66)، ودالين إتش أوكس ('54)، ورئيسان عامان للإغاثة المجتمع، جولي بي بيك (73) وبيل سبافورد (1920).

## روابط خارجية
- الموقع الرسمي
- موقع ألعاب الجامعة